# 712
712(칠백십이)는 711보다 크고 713보다 작은 자연수다.

## 수학
- 합성수로, 그 약수는 1, 2, 4, 8, 89, 178, 356, 712다. 진약수의 합은 638이므로, 712는 부족수다.
- 73 이하의 모든 소수(素數)의 합이다.
- {\displaystyle 712=6^{2}+26^{2}}
- {\displaystyle 55^{4}-1}은 712로 나누어떨어진다.

## 과학
- NGC 712(영어판): 안드로메다자리 방향에 있는 렌즈형은하.

## 교통

### 철도
- 서울 지하철 7호선 마들역의 역번호.

### 도로
- 고속도로
  - 유럽 고속도로 712호선: 스위스 제네바에서 프랑스 마르세유까지 이어지는 유럽 고속도로.
  - 오토루트 712호선: 프랑스의 고속도로 오토루트 71호선(프랑스어판)의 지선도로.
- 기타 도로
  - 712번 지방도: 전북특별자치도 김제시 청하면에서 전주시 완산구까지 이어지는 대한민국의 지방도.
  - 현도 제712호선

## 군사
- 712 해군 항공대(영어판): 과거 존재한 영국의 해군 항공대.
- U-712(영어판): 제2차 세계 대전에 사용된 나치 독일의 군용 잠수함.

## 기타
- 날짜: 7월 12일
- 연도: 712년, 기원전 712년